# Tratado de Lourenço Marques
Tratado de Lourenço Marques foi um acordo internacional celebrado em 30 de maio de 1879 entre o Reino de Portugal e o Reino Unido da Grã-Bretanha e Irlanda visando regular o acesso de forças britânicas ao porto de Lourenço Marques (que os britânicos designavam por Delagoa Bay) na então África Oriental Portuguesa e patrulhamento das costas daquela colónia portuguesa. Considerado pela generalidade das forças políticas portuguesas como um inaceitável concessão, apenas foi aprovado pelas Cortes, com modificações, a 8 de março de 1881, no meio de grande contestação política, à qual se associaram instituições como a Sociedade de Geografia de Lisboa e a Associação Primeiro de Dezembro.[carece de fontes?]